# Кочегеньская
Кочеге́ньская(в справочнике «Поверхностные водные объекты Крыма» — балка без названия, впадает в Тобечикское озеро; укр. Кочегеньська, крымскотат. Köçegen, Кочеген) — маловодная балка на востоке Керченского полуострова. Длина 9,0 км, площадь водосборного бассейна 33,0 км², начало балки находится в северной части Высоковского лесничества, течёт вначале на юго-восток, в средней части поворачивая на северо-восток, впадает в юго-западную часть Тобечикского озера. У балки 18 притоков, один из них имеет собственное название — балка Кулики, начинается у горы Сосман, впадает справа, у бывшего села Нижний Кучугень, в 3,5 километрах от устья. Левый приток, без названия, длиной 5,1 км, площадь водосборного бассейна 4,4 км², впадает в 0,6 километра от устья. В довоенное время в балке располагались 3 села — Верхний Кочегень, Нижний Кочегень и Бештарым.